# Clärenore Stinnes
Clärenore Stinnes (Mülheim an der Ruhr, 21 janvier 1901 - Suède, 7 septembre 1990) est une pilote de courses automobiles. Elle est la première pilote à avoir accompli un tour du monde en voiture. 

## Biographie
Originaire de la province de Rhénanie, Clärenore Stinnes est la fille de l’industriel et homme politique Hugo Stinnes. Au faîte de sa réussite, il est l'un des hommes les plus riches du monde et emploie plus de 600 000 personnes. 
Issue de la grande bourgeoisie, sa famille lui prédit une vie oisive et un mariage heureux. Cependant, passionnée de courses automobiles, elle débute très jeune une carrière de pilote automobile. Âgée de 24 ans, elle remporte son premier rallye international face à des adversaires exclusivement masculins. À la mort de son père en 1924, elle est évincée de l'entreprise familiale, rapidement menée à la faillite par ses frères,.

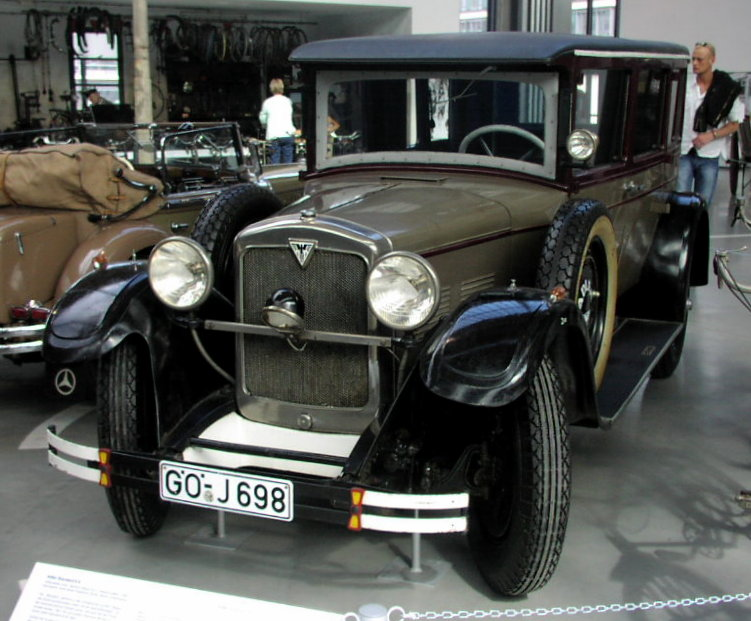
Une Adler Standard 6, véhicule utilisé par Clärenore Stinnes.

## Premier tour du monde en voiture
Le 25 mai 1927, Clärenore Stinnes se lance dans le premier tour du monde en voiture. Au départ de Francfort, elle est accompagnée de trois compagnons, deux mécaniciens et un cadreur, Carl-Axel Söderström (en), qui deviendra son mari après l'aventure,. 
La jeune pilote automobile utilise une Adler Standard 6, tout juste sortie de l'usine et non passée par le banc d'essai, ainsi qu'un camion afin de transporter l'ensemble du matériel,.
En quelques mois, le convoi parcourt les Balkans, l'Anatolie, la Syrie, l'Irak, le Liban, l'Iran avant de faire route vers le Caucase pour rejoindre l'Union soviétique. L'équipe atteint Istanbul en vingt jours après 2 000 km. Après une escale à Moscou, Omsk et Iekaterinbourg, les deux mécaniciens quittent tour à tour l'aventure. Seul le cadreur Carl-Axel Söderström reste.
Le 7 février 1928, alors que la température avoisine -40 °C, Clärenore Stinnes entreprend non loin de la ville d'Irkoutsk, la traversée du lac Baïkal en voiture. Le lac est cependant partiellement gelé et la glace se fissure sur leur passage. Clärenore Stinnes et son copilote atteignent l'autre rive par miracle. 
Arrivés en Mongolie, à Oulan Bator, le duo traverse le désert de Gobi en direction de la Chine, puis du Japon, où Clärenore Stinnes et Carl-Axel Söderström gravissent le mont Fuji. En pleine Route de la soie, les deux compagnons échappent de justesse au pillage de bandits de grands chemins et la mort,.
Ils traversent ensuite le Pacifique en bateau, pour arriver en Amérique du Sud, où ils sont les premiers à franchir les Andes en voiture, devant parfois se frayer un chemin à la dynamite. Du Pérou à la Bolivie en passant par l'Argentine, la voiture atteint la ville de Valparaiso au Chili, où après une escale à Panama, ils accostent à Los Angeles,.
Aux États-Unis, le duo participe à la visite des usines Ford avec Henry Ford lui-même, et déjeune avec le président Herbert Hoover.
De retour en Europe, le convoi traverse la France à destination de Berlin, accompagné lors de cette dernière étape dernière par Marta Söderström, la compagne de Carl-Axel Söderström. En deux ans et un mois, Clärenore Stinnes boucle son tour du monde après un périple de 49 244 km. 
L'exploit est d'autant plus remarquable quant à l'aspect logistique de la course, car en dehors de l'Europe occidentale, les routes et stations-services sont inexistantes et les cartes routières peu précises. 
Clärenore Stinnes et Carl-Axel Söderström passent l'année suivante à monter le film issu des prises de vue réalisées tout au long du voyage,. Face à l'évidente complicité des deux aventuriers, Marta Söderström demande le divorce. Après leur mariage, Clärenore Stinnes et Carl-Axel Söderström s'installent en Suède où ils travaillent dans la ferme familiale,.

## Vidéographie
: document utilisé comme source pour la rédaction de cet article.
- [vidéo] En voiture autour du monde : les aventures de Clärenore Stinnes, de Kirsten Hoehne, Anja Kindler, WDR, 2015, 53 min [présentation en ligne] ; diffusé sur Arte le 12 décembre 2015